# Tên Nebty
Tên Nebty (còn được gọi là Tên Hai Quý Bà, tiếng Anh: Two-Ladies-name) là một trong "năm tên hiệu vĩ đại" được sử dụng bởi các Pharaon của Ai Cập. Đó cũng là một trong những danh hiệu hoàng gia lâu đời nhất. Thuật ngữ hiện đại "Two-Ladies-name" là một cách dịch đơn giản từ tiếng Ai Cập cổ đại nebty.

## Từ nguyên
Các thuật ngữ "Tên Nebty" và "Two-Ladies-name" bắt nguồn từ tiếng Ai Cập nbtj (Nebty), là một danh từ kép có nghĩa là "các (hai) quý bà". Là một danh từ đơn thuần, nó là một uyển ngữ tôn giáo ám chỉ đến các nữ thần là Nekhbet và Wadjet, là một cặp thần thánh. Là một đỉnh cao của hoàng gia, nó được cho là đại diện của một vương quốc Ai Cập cổ đại thống nhất.

## Sự xuất hiện của tên gọi
Tên Nebty, tương tự như tên Niswt-Bity sau này, được xây dựng với hai nhóm ký hiệu. Cái đầu tiên cho thấy một con kền kền Griffon đang ngồi trên một cái giỏ. Nhóm thứ hai cho thấy một con rắn hổ mang đang cương cứng, cũng đang ngồi trên một cái giỏ. Các phiên bản cũ nhất của tên Nebty được hiển thị là một cái vương miện màu đỏ nằm phía trên chiếc giỏ thứ hai, thay vì con rắn hổ mang. Các nhóm ký hiệu tạo thành tên Nebty không bao giờ được sử dụng riêng rẽ nhau.

## Ký hiệu
Tên Nebty được liên kết một cách tượng trưng với hai nữ thần quan trọng nhất của quyền lực vương triều Ai Cập cổ đại là Nekhbet và Wadjet. Trong khi Nekhbet (tiếng Ai Cập: Nekhebety; "quý bà đến từ Nekheb") là "nữ đại diện của Thượng Ai Cập", mặt dây chuyền của bà ấy là Wadjet (tiếng Ai Cập: Wadyt; "Quý bà thịnh vượng" hay đơn giản là "Quý bà của màu xanh") là "nữ đại diện của Hạ Ai Cập". Nekhbet được tôn sùng là "mẹ thiêng của một vị vua", được thể hiện trong tước hiệu nữ hoàng Ai Cập cổ đại Mwt-niswt ("mẹ của nhà vua"). Con rắn hổ mang Wadjet được tôn sùng là "con rắn thiêng trên trán của nhà vua", được cho là phun lửa vào bất cứ ai dám tự nhận mình là pharaon. Hành vi bảo vệ này đã khiến Wadjet trở nên rất phổ biến và đã ở thời kỳ đầu triều đại, một số vị thần được miêu tả là đeo uraeus (một biểu hiện của một con rắn thiêng) trên trán. Với tên Nebty của mình, mỗi pharaon muốn thể hiện mình là người được dưới sự hướng dẫn và bảo vệ của hai nữ thần, do đó dẫn ra rằng mình là người cai trị toàn bộ Ai Cập.

## Giới thiệu và lịch sử
Sau tên Horus, tên Nebty là tên hoàng gia lâu đời thứ hai trong lịch sử Ai Cập cổ đại và còn được gọi là "Tên Hai Quý Bà". Các nhà Ai Cập học như Toby Wilkinson và Ludwig David Morenz chỉ ra một nguyên mẫu rõ ràng của tên Nebty được sử dụng trước khi giới thiệu mẫu cuối cùng: tấm thẻ ngà lấy từ các ngôi mộ Abydos của các vị vua Hor-Aha và Djer và nữ hoàng Neithhotep cho thấy đỉnh chóp của biểu tượng là một cái vương miện đỏ thay vì con rắn hổ mang nằm trên một cái giỏ. Trong trường hợp của Hor-Aha, đỉnh chóp Nebty được quan tâm đặc biệt, bởi vì nó được mô tả bên trong một tòa nhà ba khung (có thể là ngôi đền hoặc ngôi mộ). Cùng với chữ tượng hình Men (ký hiệu Gardiner Y5; có nghĩa là "ở lại" hoặc "chịu đựng" "). Người ta tranh cãi gay gắt liệu nhóm ký hiệu này chỉ đưa ra tên của một ngôi đền Nebty (Men-Nebty; "nơi mà hai quý bà chịu đựng"), cho dù nó hiển thị tên Nebty của Aha bên trong lăng mộ của mình hay thay vào đó, nó hiển thị tên Nebty của Narmer, chỉ ra rằng Aha chôn cất Narmer. Các tấm thẻ bằng ngà của các vị vua Djer và Djet cho thấy nguyên mẫu bên trong một cung điện và một đền thờ, được hướng dẫn bởi ký hiệu rằng các vị vua đã đến thăm cung điện của Hai Quý Bà hoặc giám sát việc xây dựng hầm rượu cho đền thờ Nebty. Lần đầu tiên người ta sử dụng hình thức cuối cùng của tên Nebty (kền kền và rắn hổ mang trên hai giỏ) xuất hiện dưới triều đại của vua Semerkhet, người tự gọi mình là Iry-Nebty ("người bảo vệ hai quý bà"). Sau ông, mỗi vị vua kế vị đều sử dụng một tên Nebty, mặc dù không phải vị vua nào của các triều đại đầu và Cổ Vương quốc đều được biết đến với tên Nebty.
Một vấn đề nữa trong việc xác định tên Nebty là thời trang phát sinh trong triều đại của vua Peribsen. Ông là người cai trị đầu tiên sử dụng tên Nebty như một tên riêng hoặc tên hiệu. Sau ông, có vẻ như các nhà cai trị khác cũng sử dụng các tên Nebty riêng biệt. Bằng chứng cho điều đó là trường hợp của vua Qa'a. Chữ khắc trên tấm thẻ ngà tiết lộ rằng Qa'a rõ ràng đã sử dụng hai tên Nebty khác nhau: Qa'a-Nebty ("giơ hai cánh tay của hai quý bà") và Sen-Nebty ("được hôn bởi hai quý bà" hoặc "anh trai của hai quý bà"). Và vua Hotepsekhemwy tự gọi mình là Sehotep-Nebty ("Hai quý bà hài lòng (với anh ta)"), do đó sử dụng hầu như cùng một tên như ông ta đã sử dụng cho tên serekh của mình. Một vấn đề khác trong việc gán tên Nebty là trong thời kỳ Cổ Vương quốc Ai Cập, các nữ hoàng Ai Cập cũng sử dụng tên Nebty như một phần của tên khai sinh của họ. Ví dụ nổi bật là các Nữ hoàng Hetephernebti và Djefatnebti. Điều này đã gây ra một vấn đề liên quan đến việc giải thích một tên Nebty xuất hiện trên một tấm giấy ngà từ Saqqara. Người ta tranh cãi liệu đó có phải là tên của một nữ hoàng (Djeseret-ankh-Nebty) hay chỉ là tên Nebty của vua Sekhemkhet.